# Oxamid
Oxamid eller oxalsyradiamid är en organisk förening av oxalsyra och ammoniak med formeln C2O2(NH2)2.

## Framställning
Oxamid framställs genom att dicyan löses i vatten och hydrolyseras.
{\displaystyle {\rm {C_{2}N_{2}+2\ H_{2}O\rightarrow C_{2}O_{2}(NH_{2})_{2}}}}
Processen reverseras om oxamid hettas upp till 350 °C.

## Användning
Oxamid används som ett alternativ till urea. Oxamid hydrolyseras till oxalsyra och ammoniak mycket långsamt vilket ibland är att föredra framför det snabbare förloppet hos urea.
Oxamid används också som stabiliseringsmedel för solida raketbränslen (ammoniumperklorat och aluminium). 1 % – 3 % oxamid har visat sig förlänga brinntiden utan att påverka specifika impulsen.